# Riddim Driven: Buy Out
Riddim Driven: Buy Out – dziewiętnasta płyta z serii Riddim Driven. Została wydana w grudniu 2001 na CD i LP. Wszystkie utwory zostały nagrane na riddimie "Buy Out" Tony’ego Kelly'ego. Zamieszczona na krążku piosenka "Like Glue" Seana Paula trafiła na miejsce 13 na Billboard Top 100 w 2003.

## Lista piosenek
1. "Drive Me Crazy" – Mr. Easy
2. "Miss L.A.P." – Beenie Man
3. "Nuttin Nuh Go So" – Notch
4. "Like Glue" – Sean Paul
5. "Tonight" – Bud (Sanchez)
6. "Money To Burn" – T.O.K.
7. "Gal Dem Everytime" – Sadeki
8. "Red, Red Wine" – Elan
9. "That Fire" – Tanto Metro, Devonte
10. "Real Niggas" – Spragga Benz, Twice
11. "Work It Out" – Voicemail
12. "Put It On" – Elan
13. "When You See Me" – Gabriel